# ISM服務業商業活動指數
ISM服務業商業活動指數是美国供应管理协会（ISM）发布的季节性调整指数，用於衡量美国服务经济中的商业活动状况，是服务业ISM商业报告中，構成ISM服務業採購經理人指數（PMI）的4个分項指標之一，另外3個分項指標分別為新订单指數、就业指數及供应商交货指數，每个子指标的权重为25%。指数以50作為榮枯線，大于50表示商业活动正在增长。

## 他國類似指標
此外，中华人民共和国也有非制造业商务活动指數。